# Charaxes xiphares
The Forest King Emperor hay Forest King Charaxes (Charaxes xiphares) là một loài bướm thuộc họ Nymphalidae. Nó tìm thấy ở miền nam châu Phi.
Sải cánh dài 65–80 mm đối với con đực và 70–95 mm đối với con cái.
Ấu trùng ăn Craibia brevecaudata, Scutia myrtina, Rhamnus prinoides, Cryptocarya woodii, Cryptocarya woodii, Scutia myrtina, Chaetachme aristata, và Drypetes gerrardii.

## Subpecies
Listed alphabetically.
- C. x. bavenda van Son, 1935
- C. x. bergeri Plantrou, 1975
- C. x. brevicaudatus Schultze, 1914
- C. x. burgessi van Son, 1953
- C. x. desmondi van Someren, 1936
- C. x. draconis Jordan, 1936
- C. x. kenwayi Poulton, 1929
- C. x. kiellandi Plantrou, 1976
- C. x. kilimensis van Someren, 1972
- C. x. kulal van Someren, 1962
- C. x. ludovici Rousseau-Decelle, 1933
- C. x. maudei Joicey & Talbot, 1917
- C. x. nguru Collins, 1988
- C. x. occidentalis Pringle, 1995
- C. x. penningtoni van Son, 1953
- C. x. sitebi Plantou, 1981
- C. x. staudei Henning & Henning, 1992
- C. x. thyestes (Stoll, 1790)
- C. x. upembana Plantrou, 1976
- C. x. vumbui van Son, 1936
- C. x. walwandi Collins, 1989
- C. x. wernickei Joicey & Talbot, 1926
- C. x. woodi van Someren, 1964
- C. x. xiphares (Stoll, [1781])

## Hình ảnh

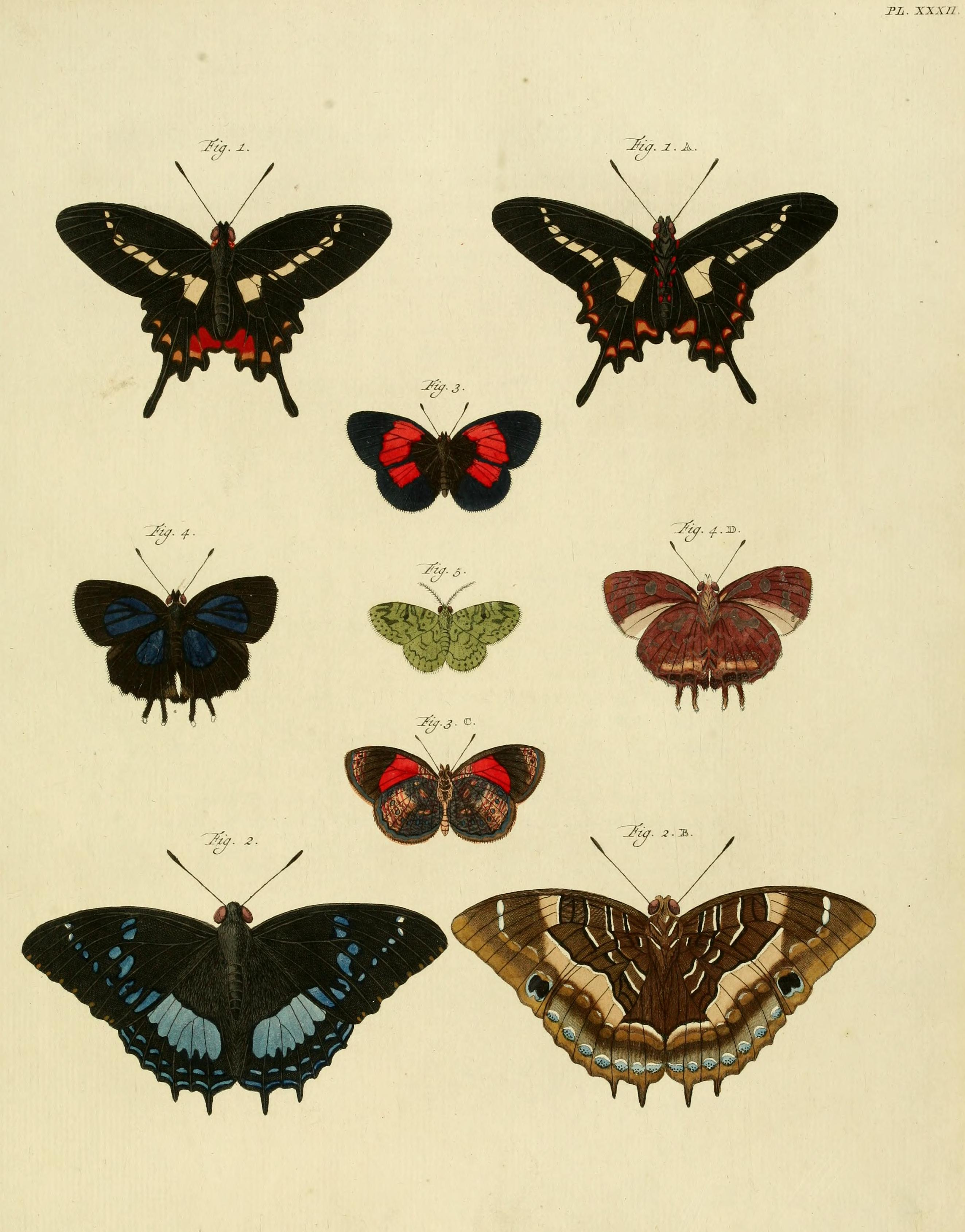
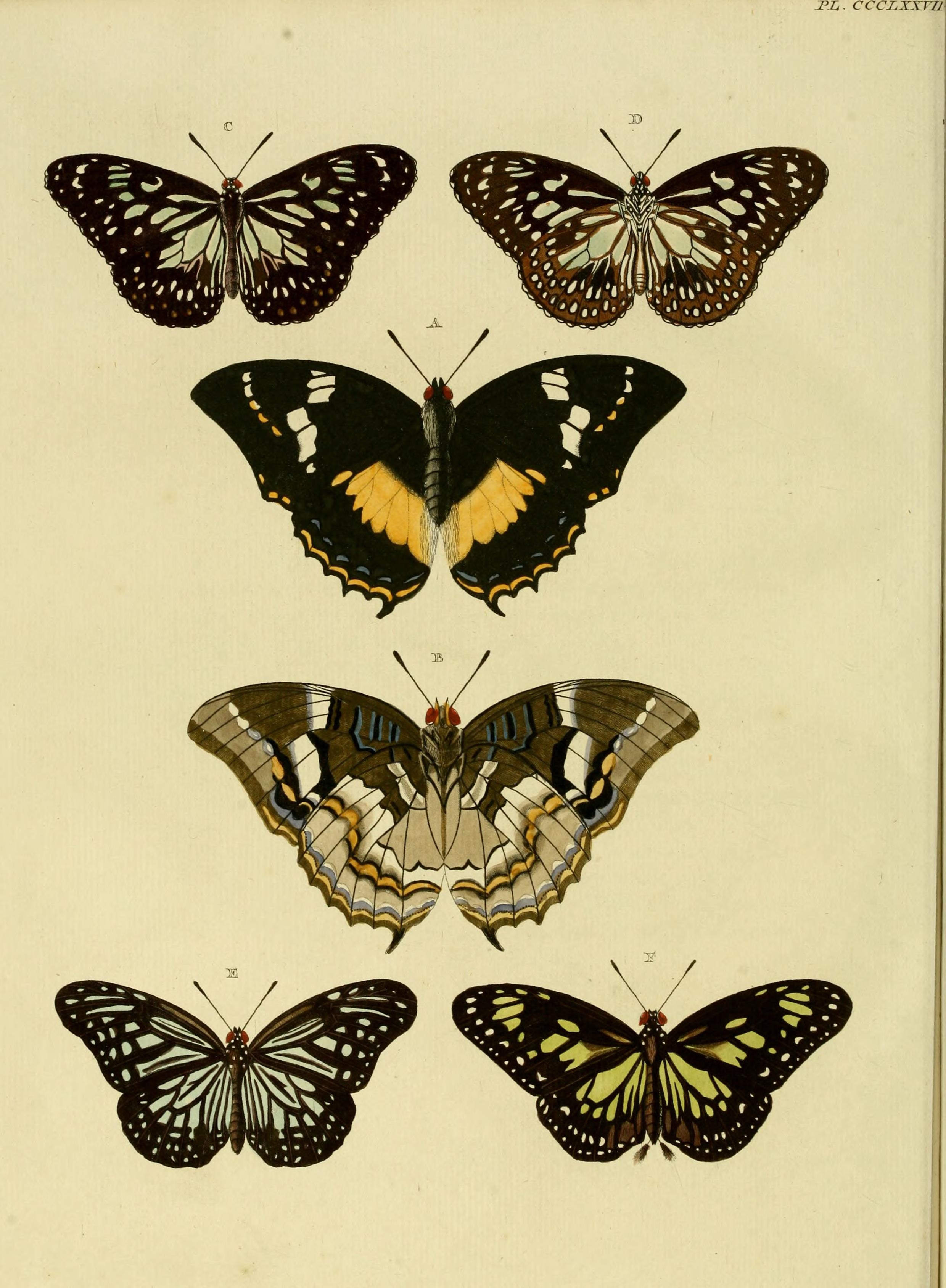
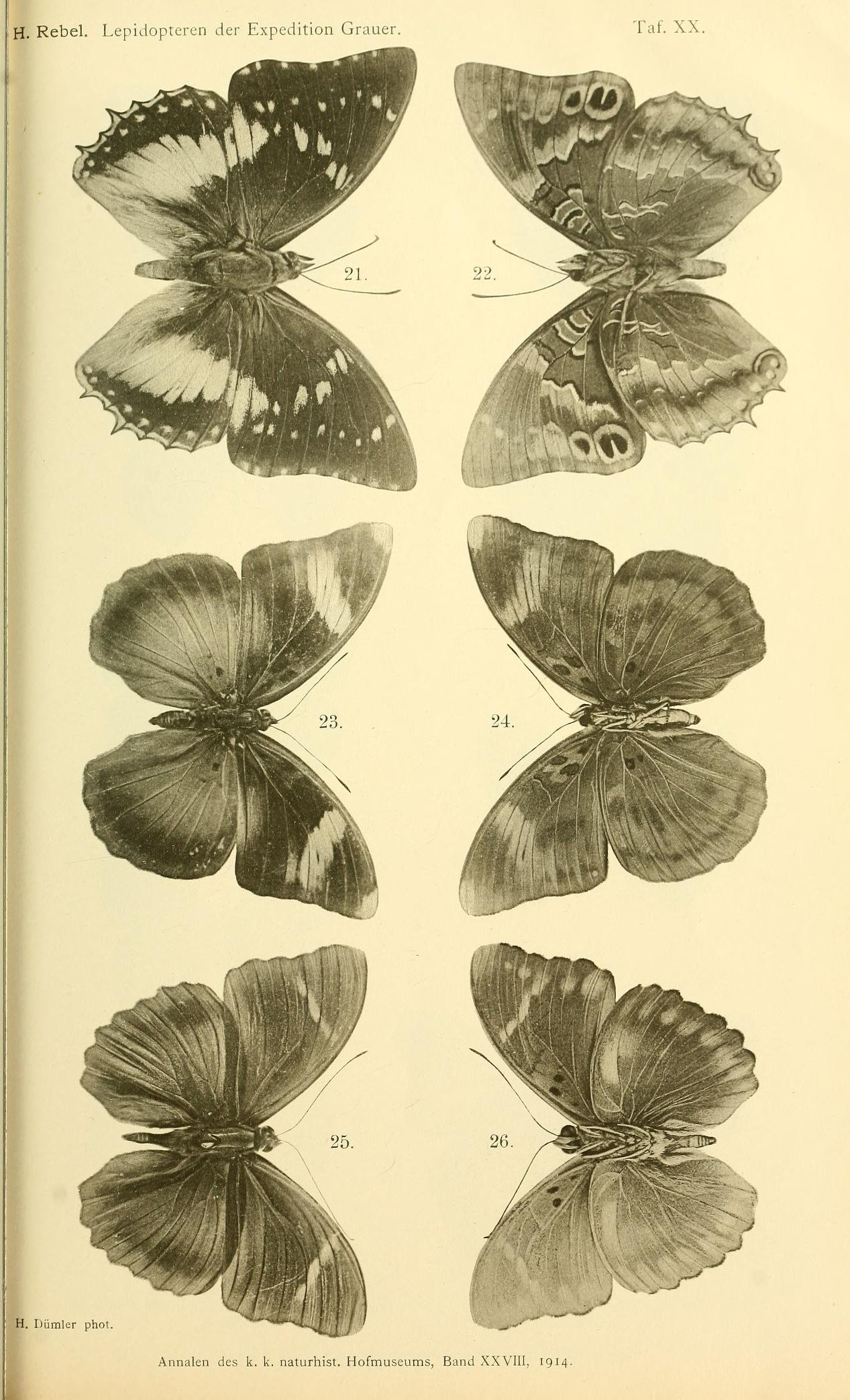